# Loge nationale française
La Loge nationale française (LNF) est une obédience maçonnique appartenant au courant de la franc-maçonnerie dite traditionnelle, développant le concept de « maçonnerie traditionnelle libre ». Elle est née en 1968 d’une scission de la Grande Loge nationale française-Opéra maintenant Grande Loge traditionnelle et symbolique Opéra.

## Présentation
La Loge nationale française (LNF) est une fédération de loges maçonniques française fondée le 26 avril 1968. À cette date, trois loges pourvues de patentes régulières s'associèrent pour fonder entre elles un nouveau corps maçonnique qui prit le nom de « Loge nationale française ».  Ces loges étaient à Paris, la RL  Jean-Théophile Désaguliers, détentrice à la fois du Rite écossais rectifié et du Rite français traditionnel (la plus ancienne). Elle adopta le no 1 sur le matricule de la nouvelle fédération. La deuxième loge fondatrice avait pour titre distinctif James Anderson, constituée à l'orient de Lille, au Rite français traditionnel. Enfin la loge Fidélité, à l'orient de Paris, pratiquait le Rite émulation. Ces trois loges sont issues de la Grande Loge nationale française-Opéra, qui deviendra la Grande Loge traditionnelle et symbolique Opéra.

## Rites pratiqués et effectifs
Une des caractéristiques principales de la Loge nationale française (LNF) est sa pratique conseillée pour chaque frère des trois rites suivants : le Rite français traditionnel (ou Rite français moderne rétabli), le Rite écossais rectifié et le Rite émulation dans les textes de ses premiers rituels. En décembre 2012, son effectif était de 300 membres répartis dans 17 loges, plus neuf loges d’études et de recherches. Ces loges d'étude et de recherche ont pour seul et unique objet d’approfondir les sources historiques et les fondements de la tradition maçonnique.
À l'inverse de nombreuses obédiences, la LNF cultive sa taille modeste, et pratique une maçonnerie originale puisque possédant une structure administrative réduite. Car la LNF recrute peu, laissant ainsi à d'autres obédiences le choix, honorable et respecté, d'amener, à une échelle plus grande, des impétrants dans leurs rangs.
En mars 2015, des membres de la Loge nationale française (LNF) ont fondé la Loge nationale mixte française (LNMF), en toute indépendance mais en lien étroit d’amitié avec celle-ci, avec l'objectif de faire vivre dans un cadre de mixité les principes et les usages définis voici plus de 40 ans par la LNF, dans le même esprit et selon les mêmes modalités. En 2018, tout en gardant leurs structures propres, la LNF et la LNMF fusionnent le 21 avril  pour fonder « Les Loges nationales françaises unies » (LNFU).

## Place dans le paysage maçonnique français
Membre de l’association « la Maçonnerie française » fondée le 20 février 2002, à Paris, elle s’y situe dans un ordre protocolaire, fondé sur l’ancienneté de chacun. Faisant partie de ce groupe, elle adhère également à l’Institut maçonnique de France (IMF) fondé en octobre 2002. Son objectif essentiel est de permettre à tout public intéressé de découvrir les valeurs culturelles et éthiques de la franc-maçonnerie, à travers son patrimoine historique, littéraire et artistique. Ainsi, elle constitue un point de convergence pour des chercheurs confirmés et des spécialistes de la maçonnologie qui exposent leurs travaux en toute indépendance scientifique des obédiences signataires.